# Свидівське лісництво
Свидівське́ лісництво — структурний підрозділ Черкаського лісового господарства Черкаського обласного управління лісового та мисливського господарства.
Офіс знаходиться у с. Свидівок Черкаського району Черкаської області.

## Лісовий фонд
Лісництво охоплює ліси Черкаського району. Площа лісництва — 4051,1 га.

## Об'єкти природно-заповідного фонду
У віданні лісництва перебувають об'єкти природно-заповідного фонду:
- Ботанічні пам'ятки природи місцевого значення: Дерево вільхи з дубом, Дубове насадження, Ландшафтне насадження дуба,  Лісове насадження вікових дубів, Шестистовбурне дерево дуба.

## Галерея

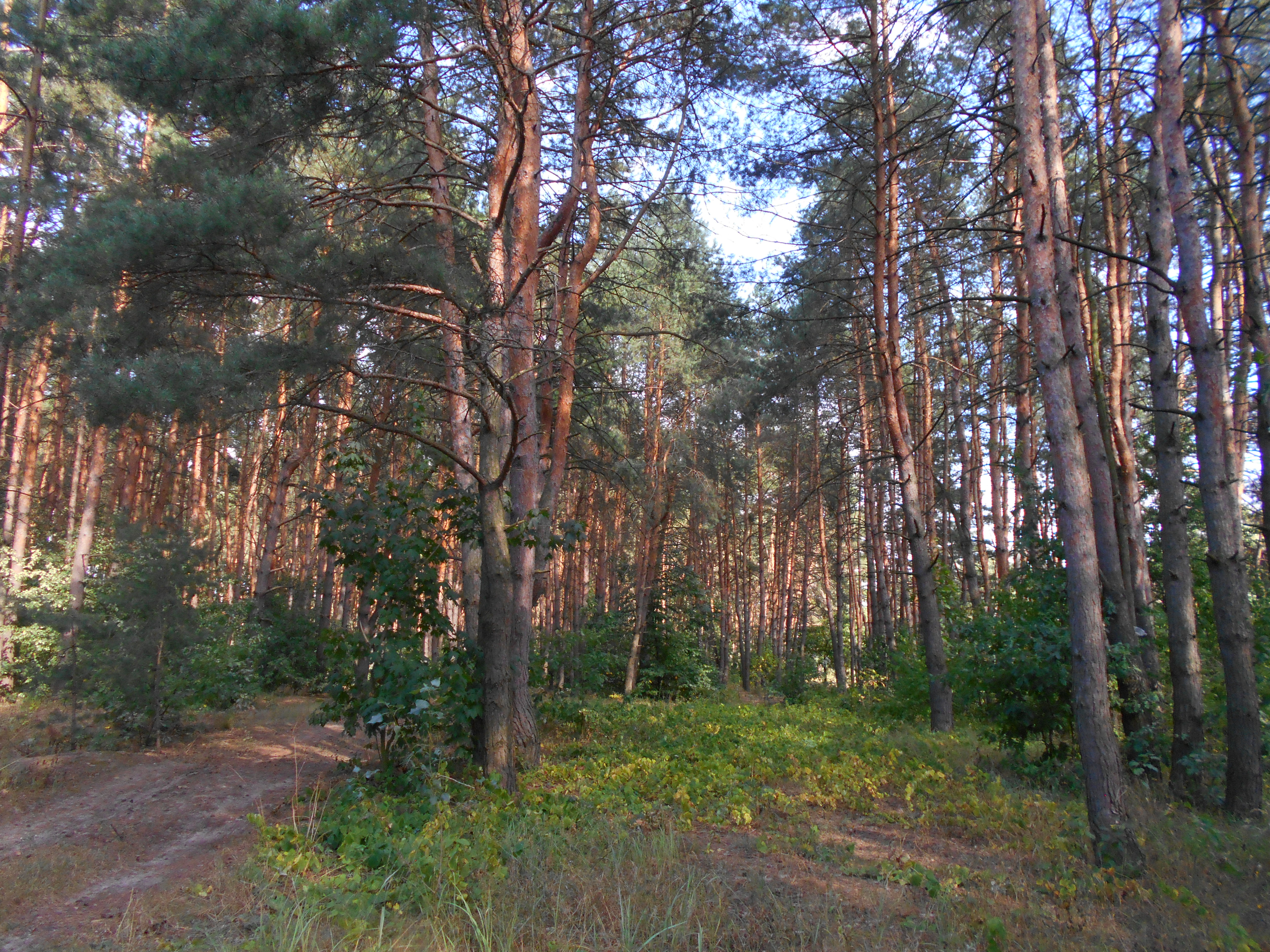
У Свидівському лісництві
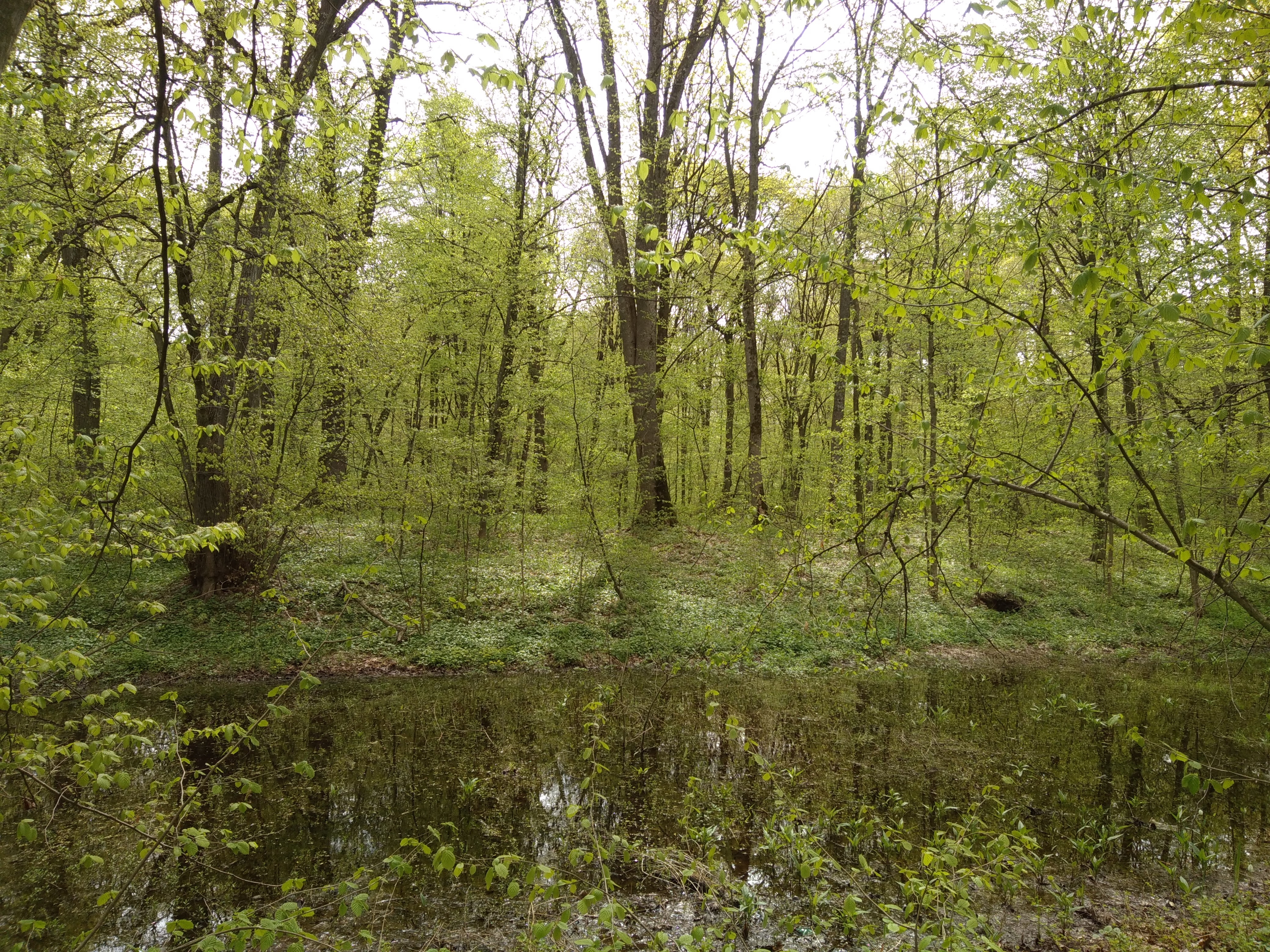
Ландшафтне насадження дуба у 43 кв.